# Кошаревски свидетел
Изрaзът кошаревски свидетел се употребява за купените свидетели, които трябва да доказват в съда това, което иска този, който им е платил.
В началото на миналия век хората от брезнишкото село Кошарево се прочули с охотното даване на показания по различни съдебни дела. Всеки можел да си купи какъвто иска свидетел от селото и да го заведе в съда.
Кошаревци били сладкодумни и умеели да омайват съдиите със своите версии за „видяното“ или „чуто“ от тях при различни ситуации, за които трябвало да дават показания. Славата на тези свидетели се носела в цялата страна и към услугите им прибягвали все повече хора, които били готови да пропътуват големи разстояния, за да намерят подкрепа и да се спасят от ударите на закона.